# Луговик Турчанинова
Луговик Турчанинова, или Щучка Турчанинова (лат. Deschampsia turczaninowii), — вид травянистых растений рода Луговик (Deschampsia) семейства Злаки (Poaceae).
Вид назван в честь русского ботаника Николая Степановича Турчанинова

## Ботаническое описание
Многолетнее травянистое растение. Образует густые дерновинки; стебель 20—60 см высотой, прямой, голый. Листья до 1 мм шириной, вдоль сложенные, голые; язычок заострённый, до 9 мм длиной.
Метёлка продолговато-яйцевидная, с гладкими или почти гладкими веточками. Колоски 2—3-цветковые, около 5,5 мм длиной, фиолетовые с золотистым оттенком; колосковые чешуи неодинаковые, нижняя —
заострённая, около 3 мм длиной, верхняя — притупленно-зазубренная, около 4 мм длиной; нижняя цветковая чешуя при основании с волосками до 1 мм длиной, на спинке с остью, выходящей из нижней четверти её и значительно её превышающей. Цветение и плодоношение в июне — августе.

## Распространение и экология
Эндемик России. По прибрежным галечникам Байкала.

## Охрана
Вид внесён в Красную книгу России и некоторых субъектов России:
- Республика Бурятия (охраняется в Баргузинском заповеднике и Забайкальском национальном парке)[2];
- Иркутская область (Байкало-Ленский заповедник и Прибайкальский национальный парк)[3].

Культивируется в ботанических садах Томска, Новосибирска и Иркутска.

## Синонимы
- Aira turczaninowii Litv. (1922)basionym
- Deschampsia bottnica Turcz. (1856) non (Wahlenb.) Trin. (1820)
- Deschampsia cespitosa subsp. turczaninowii (Litv.) Tzvelev (1976)
- Deschampsia turczaninowii Litv. (1922), pro syn.